# Euminua brevitarsa
Euminua brevitarsa is een hooiwagen uit de familie Minuidae.